# الوكالة الوطنية لتنمية تربية الأحياء المائية
الوكالة الوطنية لتنمية تربية الأحياء المائية هي مؤسسة مغربية عامة تتمتع بشخصية اعتبارية واستقلال مالي تأسست في عام 2011 بهدف تعزيز قطاع الاستزراع المائي وتنميته، ويقع مقرها في مدينة الرباط في المغرب.

## لمحة تاريخية
تأسست الوكالة الوطنية لتنمية تربية الأحياء المائية في عهد حكومة رئيس الوزراء المغربي السابق عباس الفاسي بموجب المرسوم رقم 1-10-201 المؤرخ في 18 فبراير 2011. وتعمل الوكالة إلى جانب اللجنة الوطنية لمصايد الأسماك، وصندوق تعديل وتحديث جهود الصيد، ومركز تنمية المأكولات البحرية، ومرصد التوظيف في قطاع الثروة السمكية، والتي تُعتبر جميعها بمثابة الأدوات الرئيسية الخمسة للخطة الاستراتيجية لتنمية القدرة التنافسية في قطاع مصايد الأسماك بحلول عام 2020، والتي تم إطلاقها في سبتمبر عام 2009.

## المهام
ترتبط مهام الوكالة الوطنية لتنمية تربية الأحياء المائية بتنمية قطاع الاستزراع المائي على النحو الذي تم تحديده في المادة 2 من القانون رقم 52-09 المنشئ للوكالة، والذي يُلخص مهام الوكالة فيما يلي:
- متابعة تنفيذ الإستراتيجية الوطنية لتنمية الاستزراع المائي وتقييم فعاليتها.
- المشاركة في تنفيذ سياسة الحكومة بشأن تربية الأحياء المائية.
- اقتراح خطط عمل محددة تطبيقا للمبادئ التوجيهية التي قدمتها الاستراتيجية الوطنية لقطاع مصايد الأسماك.
- تشجيع أنشطة الاستزراع المائي وتنمية التبادل للتصدير وفي السوق الوطنية.[1]

## الهيكل التنظيمي
تتألف الوكالة الوطنية لتنمية تربية الأحياء المائية من ثلاث إدارات وتسع خدمات موزعة على النحو التالي:
- قسم هندسة مشاريع الاستزراع المائي: والذي يضم داخله (دائرة خطط التنمية، ودائرة التنظيم والتصاريح، وخدمة الدعم الفني).
- قسم الاستثمار والترويج والدراسات: والذي يضم داخله (قسم الترويج والاتصال، وخدمة دعم المستثمرين، وخدمة المراقبة والدراسات).
- دائرة الشؤون العامة: والتي تضم داخلها (قسم المشتريات والموارد العامة، وقسم الموارد البشرية، وخدمة نظام المعلومات، وقسم الميزانية والمحاسبة).